# Храм Архангела Михаила (Тольятти)

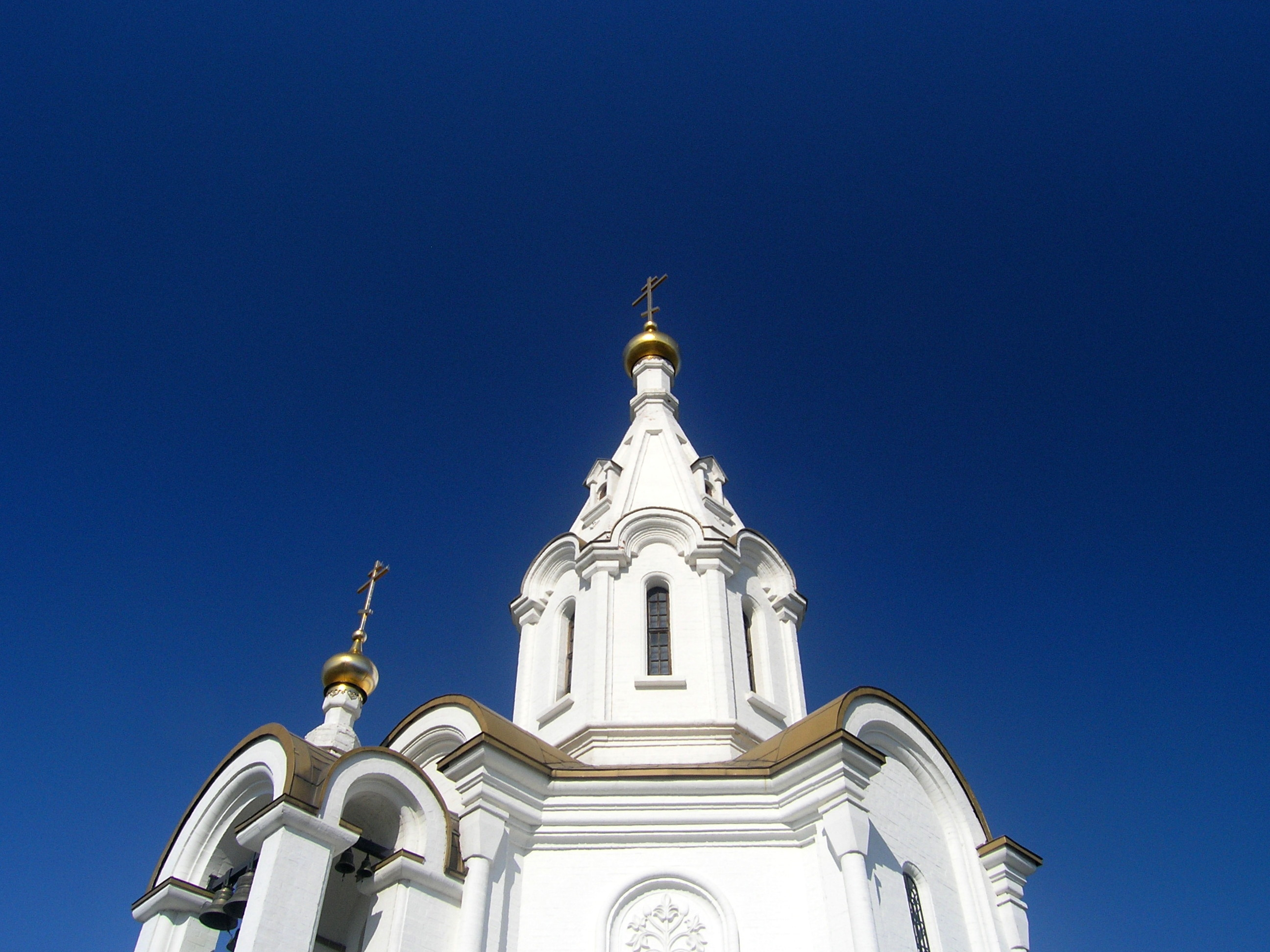

Храм Архангела Михаила — православный храм в городе Тольятти Самарской области. Приписан к храму Всех Святых, в земле Русской просиявших.

## История
Руководством ОАО «АвтоВАЗ» и лично Владимиром Каданниковым было принято решение построить рядом с заводом храм. Предполагалось, что в храме будут молиться за умерших заводчан, а также служиться молебны за здравие всех работников.
Проект храма был разработан группой дизайнеров под руководством бывшего главного дизайнера АвтоВАЗа, помощника вице-президента по техническому развитию Марка Демидовцева.
27 марта 1997 года совет директоров АвтоВАЗа принял решение о строительстве храма около территории завода.
Планировалось, что достроен он будет к ноябрю. По предложению протоиерея отца Валерия, настоятеля Спасо-Преображенского собора его посвятили Архистратигу Михаилу.
25 мая 1997 года место для строительства храма было освящено архиепископом(ныне митрополитом Самарским и Тольяттинским)Самарским и Сызранским Сергием.
21 ноября 1997 года в день Михаила Архангела и прочих Небесных Сил бесплотных храм был освящен.
В 1998 году неизвестными вандалами была предпринята попытка сжечь храм.

## Деятельность
Храм приписан к Архиерейскому подворью управляющего Самарской епархией в Тольятти. Настоятелем является протоиерей Дмитрий Лескин.
Каждую неделю в храме совершается Божественная литургия, молебен, панихида. Заводчане имеют возможность зайти в храм и поставить свечу, заказать молебны о здравии или за упокой.
В храме со дня её освящения существует Книга Памяти, в которую заносят имена наиболее выдающихся вазовцев.
Храм открыт ежедневно с 9 до 16 часов.
Богослужения совершаются по четвергам и воскресеньям с 8 часов.